# 崔宇根
崔 宇根（チェ・ウグン、朝鮮語: 최우근、1926年9月18日 - 2022年9月20日）は、大韓民国の軍人、政治家、実業家。第9・10代韓国国会議員。本貫は江陵崔氏。号は暁雲（ヒョウン、효운/曉雲）。キリスト教徒。

## 生涯
日本統治時代の江原道江陵郡注文津出身。陸軍士官学校、陸軍大学卒。元韓国陸軍少尉。第25師団72連隊長、第7師団8連隊長、第5軍団参謀長、第30師団長、第11師団長、首都警備司令官、第1軍団長、陸軍士官学校長を歴任した。
1976年の第9代総選挙後半期議員選挙および1978年の第10代総選挙では統一主体国民会議から選出され、維新政友会の国会議員となった。
その後は東部グループ内で要職を務め、実業家として活動した。ソウル市内の病院にて老衰により96歳で死去した。